# Furto di Dresda
Il furto di Dresda si è verificato nel museo Grünes Gewölbe all'interno del castello di Dresda nell'omonima città, in Germania, il 25 novembre 2019. Sono stati rubati tre gioielli dalle sale dei gioielli del museo. Gli oggetti rubati comprendono la stella (onorificenza) dell'Ordine polacco dell'Aquila Bianca, una spilla da cappello con un diamante da 16 carati, una spallina diamantata e un'elsa tempestata di diamanti contenente nove diamanti grandi e 770 più piccoli, insieme a un fodero abbinato. È il più grande furto dalla seconda guerra mondiale.

## Museo

Pianta della stanza dei gioielli

Il furto ha avuto luogo presso il Grünes Gewölbe a Dresda, in Germania, uno dei musei più antichi d'Europa, fondato nel 1723 da Augusto II di Polonia, elettore di Sassonia. Il museo esponeva circa 3.000 oggetti di gioielleria e altri tesori che erano decorati con oro, argento, avorio, perla e altri metalli preziosi e pietre.

## Furto
Il 25 novembre, alle 4 del mattino, ora locale, i ladri hanno appiccato un piccolo incendio sul vicino ponte di Augusto, distruggendo una centralina elettrica. L'interruzione di corrente ha disattivato tutti i sistemi di sicurezza, ad eccezione della TVCC che ha continuato a funzionare. I ladri hanno poi tagliato le sbarre di ferro a protezione di una finestra riuscendo ad entrare nella stanza dei gioielli. Secondo la polizia, i ladri devono essere stati "molto piccoli" per entrare dal buco. Le riprese della CCTV mostrano due ladri all'interno delle sale e confermano che erano di bassa statura. Hanno fracassato le vetrine con un'ascia per ottenere l'accesso ai diamanti. Uno dei tesori principali del museo, il diamante verde di Dresda, di 41 carati, si è salvato in quanto era in prestito negli Stati Uniti. I ladri hanno rimosso tre set di diamanti del XVII secolo per un valore di 1,0 miliardo di euro. I set erano composti da 37 diamanti, rubini, smeraldi e zaffiri. I ladri sono usciti dalla stessa finestra dalla quale erano entrati. La rapina è stata scoperta alle 5 del mattino.  Le guardie di sicurezza di stanza presso il museo hanno seguito il protocollo dopo che la rapina è stata scoperta. La polizia ha tentato senza successo di inseguire i ladri, ma non ha trovato altro che i resti carbonizzati di un'Audi, sospettata di essere il veicolo della fuga.
Le seguenti indagini hanno portato all'arresto di 3 sospettati il 17 novembre 2020 e un quarto sospettato il 15 dicembre 2020.

## Indagini
La prima auto della polizia è stata chiamata alle 4:59, ora locale, ed è arrivata alle 5:04, ma a quel punto i ladri erano fuggiti. La polizia ha istituito blocchi stradali in avvicinamento a Dresda nel tentativo di impedire la fuga ai ladri. Tuttavia, secondo la polizia, è probabile che la vicinanza del museo all'autostrada abbia aiutato la fuga dei malviventi. Si ritiene che i ladri siano fuggiti su un'Audi A6; un veicolo identico è stato successivamente trovato in fiamme in un parcheggio sotterraneo.
A partire dal 12 dicembre 2019, diversi media tedeschi hanno riportato che la polizia stava indagando su legami con un clan arabo a Berlino. A marzo 2020, la polizia ha rivelato che almeno sette individui erano stati coinvolti nella rapina. Sempre a marzo 2020, i pubblici ministeri tedeschi hanno annunciato di indagare su quattro guardie di sicurezza come probabili colpevoli, poiché non hanno "reagito adeguatamente". A novembre 2020, migliaia di agenti di polizia hanno fatto irruzione in 18 proprietà a Berlino e hanno arrestato tre sospetti, tutti provenienti da una famiglia di migranti libanesi, in relazione alla rapina. La polizia ha dichiarato di aver collegato il furto a un sindacato del crimine arabo che era stato coinvolto anche in un furto del 2017 al Museo Bode, in cui uno dei sospettati arrestati aveva partecipato. Sempre a novembre, hanno reso pubblici i nomi di due uomini, Abdul Majed Remmo e Mohamed Remmo, che ritenevano fossero coinvolti. A dicembre 2020, è stata arrestata una quarta persona in relazione alla rapina al Green Vault, un uomo di 21 anni.
A gennaio 2020, una società di sicurezza israeliana ha affermato che i gioielli della rapina venivano venduti sul dark web, una dichiarazione che gli investigatori tedeschi hanno respinto.

## Processo
A settembre 2021, i pubblici ministeri tedeschi hanno accusato sei uomini per il furto, accusandoli di rapina organizzata e incendio doloso. I cittadini tedeschi, di età compresa tra i 22 ei 28 anni, che appartengono al clan Remmo, una famiglia famigerata di origine libanese a Berlino, sono accusati di aver fatto irruzione nel museo Green Vault della città orientale e di aver rubato 21 pezzi di gioielleria contenenti più di 4.300 diamanti per un valore assicurato totale di almeno €113,8 milioni.
I pubblici ministeri sostengono che hanno appiccato un incendio poco prima dell'effrazione per interrompere l'alimentazione delle luci stradali fuori dal museo, e hanno anche appiccato fuoco a una macchina in un garage vicino prima di fuggire a Berlino. I pubblici ministeri hanno dichiarato che i sospetti, tutti in custodia, non hanno risposto alle accuse a loro mosse. Le riprese delle telecamere di sorveglianza mostrano i sospetti che usano un martello per rompere una vetrina all'interno del museo.
Due dei sospetti stanno già scontando condanne per aver partecipato a un altro importante furto, il furto di una moneta d'oro canadese da 100 chilogrammi chiamata "Big Maple Leaf" dal Museo Bode di Berlino nel 2017. La moneta, con un valore stimato di €3,75 milioni, non è stata recuperata. Le autorità sospettano che sia stata divisa in pezzi più piccoli e venduta. L'atto d'accusa è stato depositato presso il tribunale statale di Dresda, che dovrà ora decidere se e quando portare il caso contro gli uomini a processo.
Il 16 maggio 2023, cinque membri della famiglia Remmo sono stati condannati da un tribunale a Dresda. Sono Rabieh Remmo, Wissam Remmo, Bashir Remmo, e due persone più giovani le cui identità non sono state rese pubbliche.
Si temeva che i ladri avrebbero alterato le opere rubate per venderle sul mercato nero. Gli ufficiali del museo hanno supplicato i ladri di non fondere l'oro o danneggiare in altro modo i manufatti. Il Direttore Generale delle collezioni d'arte statali di Dresda ha detto ai giornalisti che i gioielli rubati non potevano essere venduti legalmente sul mercato dell'arte poiché erano troppo conosciuti dai collezionisti.
Il Ministro-Presidente della Sassonia Michael Kretschmer ha usato Twitter per denunciare il crimine, dicendo "non solo le collezioni d'arte statali sono state derubate, ma anche noi sassoni".

## Riapertura e recupero della refuntiva
Il museo è stato riaperto il 27 novembre 2019, anche se il Green Vault è rimasto chiuso.
A dicembre 2022 è stato annunciato che una grande parte degli oggetti rubati era stata recuperata. Trentuno degli oggetti sono stati restituiti al museo dopo essere stati sequestrati dalle autorità di Berlino, dopo che la posizione era stata comunicata dagli avvocati dei sei sospetti in custodia. Le informazioni erano state condivise come parte di alcuni colloqui esplorativi tra difesa e accusa verso un possibile accordo che avrebbe portato al ritorno di tutti gli oggetti.